# Érhatvan
Érhatvan (románul: Hotoan) falu Romániában, Szatmár megye egyik települése.

## Fekvése
Nagykároly városától délre fekvő település.

## Története
Érhatvan Árpád-kori település, nevét az oklevelek már 1205–1235 között említették egy per kapcsán, Hotuon néven. 1414-ben Hatvan, 1415-ben Hothvan, 1427-ben Kyshathwan, 1588-ban pedig Hatwan néven írták nevét.
1415-ben a Hothvan család birtoka volt, ekkor iktatták be a birtokba Garai Miklós nádor parancsára Hothvan Mihály fiait Gebhárdot és Gergelyt. Az 1475-ben végzett adóösszeíráskor Hatvani Ferenc özvegye, Gencsi János, Károlyi Péter, Ispán Ágoston és Garai András birtoka volt. 1604-ben Károlyi Mihály és Hatvani Jánosné birtokának írták. 1648-as osztozkodáskor Érhatvan Károlyi Ádámnak jutott.
1688-ig Károlyi Lászlóé volt, aki fiára Károlyi Sándorra hagyta. 1742-ben egy érhatvani birtokrészbe beiktatták Gencsi Jánost és Hatvani Jánost is. 1795 évi összeíráskor a település főbb birtokosai gróf Károlyi József, Osváth Sándor és Pál, valamint Pap Salamon voltak. 1847-ben 562 lakosa volt, melyből 8 római katolikus, 452 görögkatolikus, 95 református, 7 izraelita volt. 1890-ben 753 lakosából 201 magyar, 1 német, 551 román, ebből 35 római katolikus, 556 görögkatolikus, 127 református, 35 izraelita. A házak száma ekkor 124 volt.
A 20. század elején a lakosság fő megélhetési forrása a dohánytermesztés volt. 1919-ig Magyarországhoz tartozott, Szilágy vármegye részeként. 1910-ben 793 lakosa volt, ebből 614 román, 173 magyar és 6 német nemzetiségűnek vallotta magát. 1992-ben 233 román nemzetiségű lakos lakta. (A magyarok a lakosság 11%-át alkotják.)

## Nevezetességek
- Görögkatolikus kőtemploma 1800-ban épült. Anyakönyvet 1824-től vezetnek.

## Híres szülötte
- Saszet Géza (1929–) költő